# Höfling, Dole na Zilji
Höfling je naselje občine Dole na Zilji v okraju Šmohor na Koroškem v Avstriji.